# Свищев, Сергей Анатольевич
Сергей Анатольевич Свищев (22 апреля 1957 — 14 апреля 1987) — советский футболист, вратарь.

## Биография
Начинал заниматься футболом в Белгороде, затем — в ростовском спортинтернате. С 1975 года выступал за ростовский СКА, в его составе дебютировал в высшей лиге 26 октября 1975 года в матче против московского «Локомотива», заменив на 74-й минуте Михаила Форкаша. Всего в 1975 году сыграл 3 матча в чемпионате страны и пропустил 5 голов, а его команда вылетела из высшей лиги. На следующий год сыграл два матча за СКА в первой лиге.
Вызывался в юношескую и молодёжную сборные СССР.
В ходе сезона 1977 года перешёл в «Ростсельмаш», где сразу стал основным вратарём. Неоднократно становился призёром зональных турниров второй лиги. В 1985 году стал победителем зонального турнира второй лиги и помог команде завоевать право на выход в первую, но по окончании сезона покинул клуб. За девять сезонов сыграл в составе клуба 261 матч в первенствах страны, а во всех турнирах — 272 матча. По состоянию на 2017 год занимает седьмое место в истории «Ростова» по числу сыгранных матчей, а среди вратарей — первое. Включён в символическую сборную «Ростова» 1980-х годов по версии официального сайта клуба.
В 1986 году выступал во второй лиге за таганрогское «Торпедо».
Скончался 11 марта 1987 года из за оторвавшегося тромба, не дожив до своего 30-летия.